# Copa Juvenil de la CFU 2008
La Copa Juvenil de la CFU 2008 fue la eliminatoria caribeña rumbo al Campeonato Sub-17 de la Concacaf de 2009 y se jugó del 31 de julio al 10 de agosto en Trinidad y Tobago.

## Fase de grupos

### Grupo A
| País                  | J | G | E | P | GF | GC | GD  | Pts |
| --------------------- | - | - | - | - | -- | -- | --- | --- |
| Cuba                  | 3 | 3 | 0 | 0 | 24 | 0  | +24 | 9   |
| San Vicente           | 3 | 2 | 0 | 1 | 7  | 12 | -5  | 6   |
| Dominica              | 3 | 1 | 0 | 2 | 3  | 10 | -7  | 3   |
| Islas Turcas y Caicos | 3 | 0 | 0 | 3 | 1  | 13 | -12 | 0   |

| Equipo 1              | Resultado | Equipo 2              |
| --------------------- | --------- | --------------------- |
| San Vicente           | 4-1       | Islas Turcas y Caicos |
| Cuba                  | 7-0       | Dominica              |
| Islas Turcas y Caicos | 0-7       | Cuba                  |
| Dominica              | 1-3       | San Vicente           |
| San Vicente           | 0-10      | Cuba                  |
| Islas Turcas y Caicos | 0-2       | Dominica              |

### Grupo B
| Equipo 1 | Agr.       | Equipo 2 | Ida | Vuelta |
| -------- | ---------- | -------- | --- | ------ |
| Barbados | 0-1 (t.e.) | Guyana   | 0-0 | 0-1    |

### Grupo C
| País         | J | G | E | P | GF | GC | GD | Pts |
| ------------ | - | - | - | - | -- | -- | -- | --- |
| Haití        | 2 | 2 | 0 | 0 | 6  | 0  | +6 | 6   |
| S/K Nevis    | 2 | 1 | 0 | 1 | 2  | 2  | 0  | 3   |
| Islas Caimán | 2 | 0 | 0 | 2 | 0  | 6  | -6 | 0   |

| Equipo 1     | Resultado | Equipo 2     |
| ------------ | --------- | ------------ |
| S/K Nevis    | 0-2       | Haití        |
| Haití        | 4-0       | Islas Caimán |
| Islas Caimán | 0-2       | S/K Nevis    |

### Grupo D
| País              | J | G | E | P | GF | GC | GD  | Pts |
| ----------------- | - | - | - | - | -- | -- | --- | --- |
| Trinidad y Tobago | 2 | 1 | 1 | 0 | 10 | 1  | +9  | 4   |
| Bermudas          | 2 | 1 | 1 | 0 | 7  | 1  | +6  | 4   |
| Aruba             | 2 | 0 | 0 | 2 | 0  | 15 | -15 | 0   |

| Equipo 1          | Resultado | Equipo 2          |
| ----------------- | --------- | ----------------- |
| Trinidad y Tobago | 1-1       | Bermudas          |
| Bermudas          | 6-0       | Aruba             |
| Aruba             | 0-14      | Trinidad y Tobago |

### Grupo E
| País                  | J | G | E | P | GF | GC | GD  | Pts |
| --------------------- | - | - | - | - | -- | -- | --- | --- |
| Jamaica               | 3 | 3 | 0 | 0 | 12 | 1  | +11 | 9   |
| República Dominicana  | 3 | 1 | 1 | 1 | 3  | 2  | +1  | 4   |
| Antigua y Barbuda     | 3 | 0 | 2 | 1 | 4  | 8  | -4  | 2   |
| Antillas Neerlandesas | 3 | 0 | 1 | 2 | 3  | 10 | -7  | 1   |

| Equipo 1              | Resultado | Equipo 2              |
| --------------------- | --------- | --------------------- |
| República Dominicana  | 2-1       | Antillas Neerlandesas |
| Jamaica               | 5-1       | Antigua y Barbuda     |
| Antigua y Barbuda     | 1-1       | República Dominicana  |
| Antillas Neerlandesas | 0-6       | Jamaica               |
| Jamaica               | 1-0       | República Dominicana  |
| Antillas Neerlandesas | 2-2       | Antigua y Barbuda     |

### Grupo F
| País              | J | G | E | P | GF | GC | GD  | Pts |
| ----------------- | - | - | - | - | -- | -- | --- | --- |
| Guadalupe         | 2 | 2 | 0 | 0 | 16 | 1  | +15 | 6   |
| Surinam           | 2 | 1 | 0 | 1 | 9  | 6  | +3  | 3   |
| US Virgin Islands | 2 | 0 | 0 | 2 | 1  | 19 | -18 | 0   |

| Equipo 1          | Resultado | Equipo 2          |
| ----------------- | --------- | ----------------- |
| US Virgin Islands | 0-9       | Surinam           |
| Guadalupe         | 10-1      | US Virgin Islands |
| Surinam           | 0-6       | Guadalupe         |

### Playoff
| Equipo 1 | Resultado   | Equipo 2 |
| -------- | ----------- | -------- |
| Guyana   | 1-1 (5-6 p) | Bermudas |

## Fase final
|  | Cuartos de final     | Cuartos de final |         |                   | Semifinales | Semifinales |  |                   | Final        | Final        |  |
|  | 6 de agosto          | 6 de agosto      |         |                   | 8 de agosto | 8 de agosto |  |                   | 10 de agosto | 10 de agosto |  |
|  |                      |                  |         |                   |             |             |  |                   |              |              |  |
|  |                      |                  |         |                   |             |             |  |                   |              |              |  |
|  | Cuba                 | 2                |         |                   |             |             |  |                   |              |              |  |
|  | Cuba                 | 2                |         |                   |             |             |  |                   |              |              |  |
|  | Bermudas             | 1                |         |                   |             |             |  |                   |              |              |  |
|  | Bermudas             | 1                |         | Cuba              | 1 (5)       |             |  |                   |              |              |  |
|  |                      |                  |         | Cuba              | 1 (5)       |             |  |                   |              |              |  |
|  |                      |                  | Haití   | 1 (4)             |             |             |  |                   |              |              |  |
|  | San Vicente          | 0                | Haití   | 1 (4)             |             |             |  |                   |              |              |  |
|  | San Vicente          | 0                |         |                   |             |             |  |                   |              |              |  |
|  | Haití                | 6                |         |                   |             |             |  |                   |              |              |  |
|  | Haití                | 6                |         |                   |             |             |  | Trinidad y Tobago | 1            |              |  |
|  |                      |                  |         |                   |             |             |  | Trinidad y Tobago | 1            |              |  |
|  |                      |                  | Cuba    | 2                 |             |             |  |                   |              |              |  |
|  | Guadalupe            | 1                | Cuba    | 2                 |             |             |  |                   |              |              |  |
|  | Guadalupe            | 1                |         |                   |             |             |  |                   |              |              |  |
|  | Jamaica              | 3                |         |                   |             |             |  |                   |              |              |  |
|  | Jamaica              | 3                |         | Trinidad y Tobago | 3 a.e.t     |             |  |                   |              |              |  |
|  |                      |                  |         | Trinidad y Tobago | 3 a.e.t     |             |  |                   |              |              |  |
|  |                      |                  | Jamaica | 1                 |             |             |  |                   |              |              |  |
|  | Trinidad y Tobago    | 3                | Jamaica | 1                 |             |             |  |                   |              |              |  |
|  | Trinidad y Tobago    | 3                |         |                   |             |             |  |                   |              |              |  |
|  | República Dominicana | 0                |         |                   |             |             |  |                   |              |              |  |
|  | República Dominicana | 0                |         |                   |             |             |  |                   |              |              |  |
|  |                      |                  |         |                   |             |             |  |                   |              |              |  |

## Campeón
| Copa Juvenil de la CFU 2008 |
| --------------------------- |
| Bandera de Cuba             |
| Cuba 1º Título              |